# Verwaltungsgemeinschaft Rotthalmünster
Die Verwaltungsgemeinschaft Rotthalmünster liegt im niederbayerischen Landkreis Passau und wird von folgenden Gemeinden gebildet:
1. Malching, 1252 Einwohner, 25,24 km²
2. Rotthalmünster, Markt, 4644 Einwohner, 44,55 km²

Sitz der Verwaltungsgemeinschaft ist Rotthalmünster.

## Geschichte
Als drittes Mitglied gehörte von der Gründung bis 31. Dezember 1989 die Gemeinde Kößlarn der Verwaltungsgemeinschaft an.